# Arte Madhubani
Las pinturas de Madhubani o pinturas de Mithila son un estilo de pintura hindú que se practica en la región de Mithila, en Nepal y en Bihar, India. La pintura se hace con los dedos, ramitas, pinceles, plumillas-bolígrafos y cerillas, usando colorantes naturales y pigmentos, y se caracteriza por patrones geométricos llamativos. Hay pinturas para cada ocasión y festividades como el nacimiento, el matrimonio, Holi, Surya Shasti, pujan kali, Upanayanam, Durga Puja, etc.
La región de Mithila, de la que deriva el nombre de arte Mithila, se cree que fue el reino del monarca Janak. Su ubicación actual será Janakpur, Nepal.

## Historia
El momento exacto en que se originó el arte Mithila no se conoce. Según la mitología local, el origen se remonta a la época del Ramayana, cuando el rey Janaka de Nepal ordenó decorar la ciudad para la boda de su hija, Sita, con Lord Rama. La antigua tradición de pinturas murales o Bhitti-Chitra en Nepal y Bihar jugaron un papel importante en la aparición de esta nueva forma de arte. La inspiración original para el arte Madhubani surgió del deseo de la mujer de la religiosidad y un intenso deseo de ser uno con Dios. Con la creencia de que pintando algo divino alcanzarían el deseo, las mujeres comenzaron a pintar cuadros de dioses y diosas con una interpretación tan divina que llegaron a los corazones de muchos.
Madhubani, que significa bosque de miel, ('Madhu'-miel,' Ban'-bosque o bosques) es una región de Mithila, Nepal y del norte de Bihar. Tiene una identidad y lengua regional diferenciada que al parecer se extiende por 2.500 años.
Las pintoras de Mithila vivían en una sociedad cerrada. Se cree que la tradición de la pintura local Madhubani comenzó cuando Raja Janak de Nepal encargó a artistas locales pintar murales en su palacio en los preparativos para el matrimonio de su hija Sita con Lord Ram. Las pinturas fueron hechas originalmente en las paredes recubiertas con barro y estiércol de vaca. El ghar Kohbar o la cámara nupcial era la habitación en la que las pinturas fueron elaboradas tradicionalmente. Originalmente las pinturas representan un montaje de las imágenes simbólicas de la planta de loto, la arboleda de bambú, peces, aves y serpientes en unión. Estas imágenes representan la fertilidad y la proliferación de la vida. Solía haber una tradición por la cual la novia recién casada y el novio pasarían tres noches en el ghar Kohbar sin cohabitación. En la cuarta noche consumarían el matrimonio rodeados de la pintura de colores. Las pinturas Mithila se hicieron solamente por las mujeres de la casa, el pueblo y la casta y sólo en ocasión de los matrimonios.
Las pinturas Mithila, como una actividad ritual doméstica, eran desconocidas para el mundo exterior hasta que el terremoto entre la frontera entre India y Nepal de 1934, cuando las casas y paredes se desplomaron. Entonces el oficial colonial británico del distrito de Madhubani, William G. Archer, al inspeccionar el daño descubierto encontró pinturas en las paredes interiores de los hogares de Mithila. Le llamó la atención las similitudes con la obra de artistas occidentales modernos como Miró y Picasso. Durante la década de 1930 tomó fotos en blanco y negro de algunas de estas pinturas, que hoy en día son las primeras imágenes de la materia. También escribió sobre la pintura en un artículo de 1949 en 'Marg', un periódico de arte indonepalí. La sequía 1966 a 1968 paralizó la economía agrícola de la región. Como parte de una iniciativa más amplia para llevar ayuda económica a la región, la Sra. Pupul Jayakar y el entonces Director de All Indo-Nepal Handicrafts Board, enviaron al artista con sede en Bombay Mr. Bhaskar Kulkarni a Mithila para animar a las mujeres a replicar sus pinturas murales en papel y así facilitar su venta como una fuente de ingresos para asegurar la supervivencia.

## Orígenes
Las pintura de Madhubani fueron tradicionalmente creadas por las mujeres de las comunidades Brahman, Dusadh y kāyastha en la región de Mithila en Nepal y la India. Se originaron en el pueblo Madhubhani de la capital de la antigua Mithila conocida como Janakpur (actualmente en Nepal). Se trata de una región cultural bien delimitada que se extiende entre el Ganges y el Terai de Nepal, y entre los afluentes Koshi y Narayani. Esta pintura como forma de arte en las paredes se practicaba en toda la región; el desarrollo más reciente de la pintura sobre papel y lienzo se originó entre los pueblos alrededor de Madhubani, y son estos últimos desarrollos que correctamente pueden denominarse correctamente como arte Madhubani.
Estas pinturas fueron realizadas en paredes y suelos de chozas de barro recién enyesadas, pero ahora también se hacen en tela, papel hecho a mano y lienzo. Las pinturas Madhubani se hacen de la pasta de arroz en polvo. Permanecieron confinadas en un área geográfica muy delimitada y la técnica se fue transmitiendo a través de los siglos; el contenido y el estilo se han mantenido prácticamente intacto. Las pinturas Madhubani también utilizan dos imágenes dimensionales, y los colores utilizados son derivados de plantas. 
Representan sobre todo a los hombres y su relación con la naturaleza y las escenas de deidades en antiguos poemas épicos. Los objetos naturales como el sol, la luna, y las plantas religiosos son también ampliamente pintadas, junto con escenas de la corte real y eventos sociales como bodas. Generalmente hay espacios en blanco; los huecos se llenan con pinturas de flores, animales, aves y diseños geométricos. 

## Estilos
El arte Madhubani tiene cinco estilos distintivos: Bharni, Katchni, tántrico, nepalí y Gobar. En la década de 1960 el Bharni, Kachni y el estilo tántrico se realizaron principalmente por mujeres Brahman y Kayasht, que son de castas superiores en la India y Nepal. Sus temas eran principalmente religiosos, y representan dioses y diosas en sus pinturas. Las personas de las castas y clases bajas incluyen aspectos de su vida cotidiana y muchos más símbolos de dioses y diosas. Los estilos Godna y Gobar se realizan por las comunidades dalit y Dushadh. 